# فالسيات
الذِّعْلِبِيَّات أو الفالسيات (الاسم العلمي: Valsaceae)، فصيلة فطور مجهرية من رتبة الديابورثيات. أهم أجناسها الذعلب.